# بورزيا
بورزيا (بالروسية: Борзя) هي إحدى مدن روسيا في الكيان الفدرالي الروسي تشيتا أوبلاست.

## المناخ
يظهر الجدول التالي التغييرات المناخية على مدار السنة لبورزيا:
| البيانات المناخية لـبورزيا                          | البيانات المناخية لـبورزيا | البيانات المناخية لـبورزيا | البيانات المناخية لـبورزيا | البيانات المناخية لـبورزيا | البيانات المناخية لـبورزيا | البيانات المناخية لـبورزيا | البيانات المناخية لـبورزيا | البيانات المناخية لـبورزيا | البيانات المناخية لـبورزيا | البيانات المناخية لـبورزيا | البيانات المناخية لـبورزيا | البيانات المناخية لـبورزيا | البيانات المناخية لـبورزيا |
| الشهر                                               | يناير                      | فبراير                     | مارس                       | أبريل                      | مايو                       | يونيو                      | يوليو                      | أغسطس                      | سبتمبر                     | أكتوبر                     | نوفمبر                     | ديسمبر                     | المعدل السنوي              |
| --------------------------------------------------- | -------------------------- | -------------------------- | -------------------------- | -------------------------- | -------------------------- | -------------------------- | -------------------------- | -------------------------- | -------------------------- | -------------------------- | -------------------------- | -------------------------- | -------------------------- |
| الدرجة القصوى °م (°ف)                               | −2.4 (27.7)                | 7.1 (44.8)                 | 17.2 (63.0)                | 28.0 (82.4)                | 35.6 (96.1)                | 41.4 (106.5)               | 40.3 (104.5)               | 39.3 (102.7)               | 33.1 (91.6)                | 25.8 (78.4)                | 12.4 (54.3)                | 4.4 (39.9)                 | 41.4 (106.5)               |
| متوسط درجة الحرارة الكبرى °م (°ف)                   | −19.5 (−3.1)               | −14.0 (6.8)                | −3.8 (25.2)                | 8.2 (46.8)                 | 17.3 (63.1)                | 24.0 (75.2)                | 25.9 (78.6)                | 23.5 (74.3)                | 16.5 (61.7)                | 7.1 (44.8)                 | −6.9 (19.6)                | −17.1 (1.2)                | 5.1 (41.2)                 |
| المتوسط اليومي °م (°ف)                              | −27.1 (−16.8)              | −22.9 (−9.2)               | −11.8 (10.8)               | 1.0 (33.8)                 | 9.7 (49.5)                 | 16.9 (62.4)                | 19.5 (67.1)                | 16.9 (62.4)                | 9.2 (48.6)                 | −0.3 (31.5)                | −13.9 (7.0)                | −24.0 (−11.2)              | −2.2 (28.0)                |
| متوسط درجة الحرارة الصغرى °م (°ف)                   | −33.5 (−28.3)              | −30.5 (−22.9)              | −19.8 (−3.6)               | −6.3 (20.7)                | 1.5 (34.7)                 | 8.9 (48.0)                 | 13.1 (55.6)                | 10.4 (50.7)                | 2.6 (36.7)                 | −6.6 (20.1)                | −20.1 (−4.2)               | −30.1 (−22.2)              | −9.2 (15.4)                |
| أدنى درجة حرارة °م (°ف)                             | −50.0 (−58.0)              | −49.0 (−56.2)              | −43.6 (−46.5)              | −30.8 (−23.4)              | −12.3 (9.9)                | −4.5 (23.9)                | 1.2 (34.2)                 | −2.8 (27.0)                | −12.0 (10.4)               | −29.1 (−20.4)              | −43.1 (−45.6)              | −51.7 (−61.1)              | −51.7 (−61.1)              |
| الهطول مم (إنش)                                     | 2.5 (0.10)                 | 2.5 (0.10)                 | 3.9 (0.15)                 | 10.1 (0.40)                | 16.8 (0.66)                | 48.1 (1.89)                | 87.8 (3.46)                | 68.0 (2.68)                | 35.3 (1.39)                | 8.7 (0.34)                 | 4.3 (0.17)                 | 3.7 (0.15)                 | 291.7 (11.49)              |
| متوسط الرطوبة النسبية (%)                           | 79.3                       | 77.5                       | 69.4                       | 52.5                       | 47.6                       | 54.3                       | 63.7                       | 63.4                       | 60.7                       | 61.0                       | 75.4                       | 80.3                       | 65.4                       |
| ساعات سطوع الشمس الشهرية                            | 169.0                      | 204.4                      | 266.6                      | 265.5                      | 294.5                      | 309.0                      | 293.0                      | 286.8                      | 241.5                      | 224.8                      | 168.0                      | 148.8                      | 2٬871٫9                    |
| المصدر: climatebase.ru (1948-2011) June record high |                            |                            |                            |                            |                            |                            |                            |                            |                            |                            |                            |                            |                            |